# كوسلين
كوسلين  هو فيم تاميل صُنع عام 2008 بالتزامن في التيلجو باسم كاثاناياكودو . والفيلم مستوحى من فيلم المايانامارية Kadha Parayumbol، وقام بإخراجه بي. فسو وأُنتج بواسطة كي. بالاشاندر، وأسواني دات وجي. بي. فيجاياكومار باثنين من اللغات. قام بأداء الأدوار كلاً من باسوباثي في الدور الرئيسي، في حين أن جاكاباتي بابو أخذ الدور في كاثاناياكودو، مع كلا من الممثلان مقترنين ضد مينا من اجل إصداراتهم المتتالية. وظهر كلاً من راجينيكانس، وبرابو جإنسان ونايانترا في أدوار صغيرة.
تدور أحداث الفيلم حول أحد سكان القرية، الذي كانت تربطه صداقة قوية بأحد نجوم السينما أثناء الشباب. ولكن نظرا لسعيهما في مهن مختلفة فإنهم اضطروا في نهاية المطاف أن يقسموا الطرق، فواحد منهم يصبح شخصية وطنية، والآخر، حلاق القرية. واحد يصبح وبعد عقود من الزمن، عاد الممثل إلى القرية لكي يشارك في انطلاق فيلمه. وبينما كانت القرية متشوقة جداً لاحتمال رؤية الفنان، إلا أن الحلاق خاف أن صديقه القديم يمكن أن يكون نسيه وأنه سوف يهمله. وتستكشف القصة ضغوط الصداقة.
افتتح الفيلم للجمهور الهندي في 1 أغسطس 2008 آخذاً ثالث أكبر افتتاح لفيلم تاميل حنى تاريخ الإصدار. وعلى الرغم من ضجيج الفيلم قبل إطلاقه، خلص الفيلم إلى إثارة وجهات النظر السلبية، في الأساس بسبب أن الفيلم سُمي بالممثل رجينيكنس، على الرغم من انه هو الذي جعل من الواضح أنه كان ضيف شرف.

## الحبكة الروائية
بالاكريشنان (باسوباثي/جاكاباتي بابو) هو مالك محل حلاق في قرية نائية. تتألف عائلته من زوجته سريديفي (مينا) وثلاثة أطفال. يناضل بالاكريشنان من أجل إقناع الزبائن لزيارة صالون الحلاقة الخاص به في حين أن منافسه شانموغام (فاديفيلو/سونيل)، وهو كان عامل سابق لدى بالاكريشنان والذي يمتلك أيضاً محل حلاقة خاص به مقابل لمحل بالاكريشنان، ويستخدم أساليب ماكرة للحصول على الأموال من وراء الحلاقة. وسبب انهيار بالاكريشنان في العمل إلى اهماله في دفع مصاريف مدرسة أطفاله. وعلى الرغم من مكافحته لكسب العيش، إلا أنه لايزال يتمتع بقضاء الوقت مع أولاده.
وفي وقت لاحق، تنتشر أخبار في القرية من ناغاراج (سانثانام) أن السوبر ستار أشوك كومار (راجينيكنس)، وهو ممثل أفلام مشهور، سوف يصل إلى القرية من أجل إطلاق جولته الفنية. وفي حين أن القرية كانت تحتفل بدهشة واثارة، إلا أن الأخبار لم تستهو بالاكريشنان، والذي كان صديق مقرب جداً للمثل أثناء أيام الطفولة، ولكنهم لم يلتقيا ببعضهم البعض منذ مايقرب من 25 سنة. وفي كثير من الأحيان يكون بالاكريشنان منزعج من سريديفي وأطفاله كي يقدمهم إلى أشوك كومار. وهناك كوبوسوامبي (ليفينجاستون)، وهو ممول يهتم بعمل فيلم والذي أظهر لبالاكريشنان اشمئزازه من محل الحلاقة الخاص به ذات مرة، يحاول التودد إليه لتقديمه لأشوك كومار حتى يتمكن من تقديم فيلم معه. وفي الوقت نفسه، تقضي سريديفي ووقتها في التفاخر أمام جيرانها عن صداقة زوجها بالسوبر ستار.
في الجزء الآخر من المدينة، كان أشوك كومر تحت حراسة مشددة، بقيادة المفوض سينتيلاناثان (برابو جانيسان) وذلك نظراً لاحتمالية التصرفات غير اللائقة بين الجمهور الذين يقضوا وقتهم بالتسكع أمام أي موقع تصوير، متشوقين لكي يحصلوا على لمحة من السوبر ستار. يُرى أشوك كومر وهو في حملته الاعلانية لكل من أناماليا: الجزء الثاني، وشاندراموخي: الجزء الثاني، وكوسلين، مع الممثل المساعد له ناياناتارا (ناياناتارا)، (في إشارة إلى العواقب الخيالية من أفلام راجينيكنس السابقة، أاناماليا وشاندراموخي). ويحاول بالاكريشنان أن يلتقي مع صديق طفولته، على الرغم من أنه لم يقدر أن يفعل ذلك على الإطلاق بسبب الحشد الكبير. كما يحاول شانغهام أيضاً بكل الطرق أن يقابل النجم حتى يتمكن من أخذ صورة معه، ولكنه يفشل بخفة دم.
في وقت لاحق، تزور ناظرة مدرسة الراهبات المحلية (جيثا) بالاكريشنان وتطلب منه ماذا كان قادرا على دعوة أشوك كومر لحضور مأدبة المدرسة السنوية القادمة. ويتردد بالاكريشنان في البداية ولكنه يوافق بعد ذلك. ويواصل بالاكريشنان في محاولة مواجهة النجم، ولكن دون نجاح. من ناحية أخرى، Shanmugham أخيرا يندرج في اشوك كومار في عقر داره من قبل وقوع الحادث، ودهشته قصوى، ويحصل على فرصة التحدث مع المشاهير.
تمر الأيام، من قبل والموظفين والآباء في المدرسة شكوى إلى بالاكريشنان حول دعوة سوبر ستار والديهم خلال الاجتماع. بالاكريشنان، مرة أخرى، توافق لمواجهة فاعلة، ولكن غني عن القيام بذلك. وناظرة في وقت لاحق تقرر أنه من الأفضل إلا إذا كانت هي نفسها تدعو الخارقة. تزور سوبر ستار، جنبا إلى جنب مع اثنين من أمناء المدرسة الأخرى، التي تضم السيد سرينيفاسان (R. Sundararajan)، الذي يشكك في بصلف سوبر ستار عن أفلامه وقراراته الشخصية. (المشهد يقدم أجوبة على المسائل موضوع مثير للجدل بشأن Rajinikanth). على الرغم من الانزعاج وردت من سرينيفاسان، اشوك كومار يقبل دعوتهم إلى وظيفة ويوافق على الحضور، ما دام لم يكن حول سرينيفاسان.
اليوم ليصل إلى وظيفة المدرسة والمدرسة تستعد لوصول اشوك كومار. بالاكريشنان الظهر في منزل، بالاكريشنان الذي تشعر بالحزن بسبب الأطفال، الذين يشعرون بالغضب والدهما لعدم اتخاذ لهم ان يروا سوبر ستار، لا يريد أن يحضر وظيفة المدرسة. Sridevi تبين اعجابها اشوك كومار ورغبتها في حضور وظيفة. بالاكريشنان يظهر استعداده لمنح ما لا يقل عن رغبتها في رؤية سوبر ستار ويوافق على حضور وظيفة. في المدرسة، وبالاكريشنان Sridevi واسعة العينين لرؤية سوبر ستار اشوك كومار السير عبر خشبة المسرح عندما يدعى إلى القاء كلمته. في خطابه، اشوك كومار يثني على الطلاب والمعلمين من المدارس ويتلقى الكثير من التصفيق. سرينيفاسان ثم يتعلم أن اشوك كومار كان له عظيم الاحترام للمعلمين. انه يجلب إليها ماضيه، عندما كان طفلا. يشرح له الفقراء وحياة قاسية خلال أيام طفولته. في تلك المذكرة، وقال انه وتذكر ذكريات صديق طفولته، بالاكريشنان، الذي، وفقا لاشوك كومار، يعتني به كثيرا، وأنفقت الكثير بالنسبة له. اشوك كومار يخبر المشاهدين أنه كان بالاكريشنان الذي باع المجوهرات الخاصة لإرساله إلى مدراس للانضمام إلى معهد الفيلم. اشوك كومار وتمسح دموعه وهو يعرب عن حزنه لعدم تمكني من رؤية صديقه منذ ذلك الحين. اشوك كومار ثم يعتذر للجمهور وينتهي خطابه على مذكرة سعيدة. وكسر في بالاكريشنان القلب، ويعود إلى أرض الوطن في البكاء بعد رؤية بكاءه على خشبة المسرح أفضل صديق له. كما أنه يبكي لزوجته وأولاده، وقال انه يرى اشوك كومار على عاتقه، والتي تشكل ذروة الفيلم. بالاكريشنان يمشي ببطء حتى له منذ فترة طويلة فقدت صديقا واثنين من احتضان ويمحو دموعهم.
بعد أن تستقر الأمور، واشوك كومار بالاكريشنان أن يحكي له ولأسرته أن تعيش معه بعد ذلك. بالاكريشنان عندما يقول لا، اشوك كومار يبدأ أحد حواراته لكمة (من راجنيكانث 'ق الفيلم، Baasha)، وبالاكريشنان للاطفال نكملها بالنسبة له. اشوك كومار يأخذ خارج بالاكريشنان، وبالاكريشنان مفاجأة، وقال انه يرى في القرية كلها مزدحمة في امام منزله. اشوك كومار ليصرخ الجميع في السعادة التي بالاكريشنان هو أفضل صديق له. فقط عندما يترك اشوك كومار، بالاكريشنان يغذي اشوك كومار واشوك كومار يغذي اعادته—مشهد عاطفي. وينتهي الفيلم يظهر بالاكريشنان واشوك كومار المشي بعيدا معا والأخلاقية للصداقة وتعطى (التي عبر عنها Rajinikanth).

## طاقم العمل
كان فريق عمل الفيلم كبير، مع العديد من الممثلين يقومون بدور مساعد. ظهر كلاً من برابو جانيسان، وسوريا سيفاكومار، وسنيها ومامتا مهندس ودهانوش في أدوار سريعة في الفيلم. شمل فريق عمل الفيلم الذي صنع بلغتين (التاميل/التيلوجو) كلاً من:
- باسوباثي/جاجاباتي بابو بدور بالاكريشنان.

غالباً مايشار إلى بالاكريشنان، باسم بالان وهو حلاق القرية. ويعيش حر مع زوجته وأطفاله على الرغم من نضاله
يعيش الرعاية خالية مع زوجته وثلاثة أطفال على الرغم من نضالاته المالية. يفشل صالونه في كسب المال لتردده في اتخاذ المساعدة من الآخرين. يقابل بالان معضلة عودة صديقه القديم اشوك كومار إلى القرية.
- مينا بدور سريديفي. سريديفي هي زوجة بالان، والتي يُعرف عنها أنها شديدة وقلبها مفتوح على الرغم من حالتها المعيشية الفقيرة.

كما أنها تشارك زوجها المحبة الكبيرة على الرغم من كره القرويين له.
- راجينيكنس بدور اشوك كومار. يطلق على اشوك كومار لقب النجم "" في سينما جنوب الهند، الذي جاء إلى القرية كي يشارك في إطلاق فيلمه. وأثار وصوله رغبة كل القرويين في رؤيته.
- نايانتارا بدور نايانتارا. نايانتارا هو ممثل مساعد لأشوك كومار في الفيلم تحت الإنتاج في القرية.
- فاديفيلو / سونيل بدور شانموغام. شانموغام هو الحلاق المقابل في القرية، الذي يزيد عائدات عمله عن بالان بكثير. ويقدم دور كوميدي في الفيلم.
- ليفينغستون بدور كوبوسامي. هو ممول في القرية، والذي يعتبر مكروه من قبل القرويين بسبب طبيعته الشديدة. ويقدم دور كوميدي.

## الإنتاج

### التطوير
بعد فيلم بي. فاسو وراجينيكنس، شاندراموخي عام 2005، كان فاسو حريص على إعادة تمثيل راجينيكنس في دور آخر وقبل التوقيع لكوسلين، كان قد روى قصة بعنوان فيتايان، والتي كان من الممكن أن تكون تتمة للشخصية المميزة في شاندراموخي.
في أوائل عام 2008، وقع راجينيكنس لـ اس. شانكار انديهيران، في حين أن كوسلين قد أطلق في تاج كوروماندل في مدينة شيناي في 14 يناير 2008 متزامنا مع بونجال. وقع المخرج بي. فاسو مع راجينيكنس وباسوباثي من أجل تصوير الدور الرئيسي، في حين أن المخرج كي. بالشاندار وافق أن يقدم نسخة التاميل لفيلم مع شركة جي. بي. فيجاياكومارز سفن للإنتاج الفني، في حين أن أسواني دات وافق على إنتاج الفيم في تيلوجو مع راجينيكنس وجاجاباتي بابو في الدور الرئيسي. الفيلم يعتبر نسخة من فيلم المالايالم، كادها بارايومبول الذي تم كتابته بواسطة سرينيفاسان والذي لعب أيضاً الدور الرئيسي في الفيلم.
جعلى فاسو من الواضح أن راجينيكنس لم يتمكن من عمل دور شرف في الفيلم الذي صوره ماموتي، ولكن سوف يلعب دور كامل، واصفاً أن «تدور القصة كلها حوله (راجينيكنس)». توقف إطلاق الفيلم يوم 7 مارس 2008 في استديوهات AVM في تشيناي مع حضور الفنانين الأبطال.
أشار بي. فاسو عند تحدثه للاعلام أن إطلاق الفيلم دام لمد 82 يوماً مع إطلاق النسخ في وقت واحد وبذلك فإن معظم الفيلم تم إطلاقه داخل مدينة أفلام راموجي راو، مع مناطق أخرى بما فيها كيرالا وبولاتشي.
تم الترويج للحدث يوم 19 يوليو 2008 على استاد جوارهلال نهرو. وتركز الحدث على الموسيقى من قبل جي. في براكاش كومار. 

### الممثلين
بعيداً عن دور راجينيكنس، كان فاسو ينوي أن يستخدم فريق عمل مختلف بالكامل في كلاً من نسختين الفيلم ثنائي اللغة. تم إضافة ليفينجستون، ومانوبالا وسانثانا باهاراتي إلى فريق عمل نسخة تاميل،  مع فاديفيلوا الذي انتزع فيفيك، وسانثانام وجونداماني كي يوقع على الدور، حتى ولو كان سانثانام قد استحوذ على دور آخر في الفيلم. وعلاوة على ذلك، وافق المخرج اس. بي. موثورامان على لعب دور ضيف في الفيلم. على الرغم من أن تريشا كريشنان طلبت أن تظهر مقابلة لراجينيكنس، قبلت نايناترا الدور،  ولكن كان من الأصعب على المخرج أن يجد ممثلة في دور البطولة أمام باسوباثي، مع سمران باجا،  وتابو  وسنيها فكلهم أخذوا في الاعتبار من أجل الدور في نسخة تاميل. ومع ذلك، تم عرض الدور في فبراير 2008 على مينا الذي لعب الدور في النص الأصلي، ووافق عليه. وطوال مراحل الإنتاج، تم الإشارة إلى أن العديد من شخصيات الفيلم البارزة سوف تظهر في أدوار صغيرة أثناء الفيلم، ومع ذلك لم يضاهي أي ممثلين أبطال. كشفت المؤشرات في وقت لاحق ان هناك خمس ممثلات سوف يظهروا أمام راجينيكنس في أغنية مع اختيار نايناترا، ومامتا مهندس، وكوشبو، وسوجا وسنيها وكلهم بعيداً عن نايناترا يقوموا بأدوار صغيرة.
في نسخة تيلوجو، وقع كلاً من الممثل الكوميدي سونيل، وبراهمانادندام، وتانكيلا بهراني وفينو مدافي كي يقوموا بأدوار القرويين التابعين لجاجاباتي بابو. رفضت إليانا دكروز عرض بالتمثيل في الفيلم، مشيرة إلى مشاكل في التاريخ. ومثل نسخة التاميل، قيل إن العديد من ممثلين التيلوجو البارزين وصلوا إلى أن يكونوا جزء من الأغنية في المشروع، ولكن لم يتم اختيار أي منهم.
يعتبر الفنيين مشتركين في كلاً من النسختين مع جي. في. براكاش كومر حيث قام بالتأليف الموسيقي، في حين ان أفيد كريشنا كان المصور السينمائي للفيلم ذات اللغتين.

## الموسيقي التصويرية
تم إطلاق الموسيقى التصويرية لكوسلين في 30 يونيو 2008. قام جي. في براكاش بتأليف موسيقى الخلفية مع خمسة أغاني أخرى. تحتفل أغنية سينما السينما تحتفل بالذكرى السنوية 75th من سينما التاميل. ظهر كلاً من سوريا سيفاكومار، وسنيها، ومامتا مهندس، ودانوش، وكوشبو سندار وسونداريا راجينيكنس في هذه الا
Surya سيفاكومار، سنيها، مامتا المهندس، دانوش، Kushboo ساندر وسونداريا Rajinikanth تظهر في هذه الأغنية مع راجنيكانث، نايانتارا وفيجاياكومار. كما ظهر أيضاً في هذه الأغنية كلاً من سيفاجي جانيسان، وام. جي. راماشاندران، ورجكومار وان. تي. راما.

### قائمة أغاني الفيلم
| الرَقَم | الأغنية          | المطربين                                           | ملاحظات                                                                                         |
| 1-    | سينما سينما      | شانكار مهديفان                                     | تحتفل الأغنية بالذكرى 75 السنوية لسينما التاميل. يلعب الممثلين البارزين ادوار صغيرة في الأغنية. |
| 2     | سولاما           | هاريهاران، وسوجاثا موهان، وبيبي رانجيني وبيبي بوجا | لحن مصور عن عائلة بالاكريشنان                                                                   |
| 3     | أوم زاراري       | دالر ميهندي، وكي. اس شيثرا & سادهانا سارجام        | أغنية عن اعداد الفيلم، مميزة راجينيكنس وناينترا.                                                |
| 4     | شارال            | شريا غوشال                                         | الأغنية مميزة لنايانتارا، مصورة في الابوزها                                                     |
| 5     | بيرنبا بيشوكاران | كايلاش خير، في. براسانا                            | استراحة مع القرويين وهم يغنوا هتافاً لبالاكريشنان بعد اكتشاف ارتباطه بأشوك كومار.                |

## الإصدار

### الاستقبال
أصبح كوسلين ثالث أكبر فيلم تم إطلاقه في تاريخ سينما التاميل، مستخلصاً 1000 نقطة على مستوى العالم، بعد مشروع راجينيكنس السابق فقط، سيفاجي وDasavathaaram في الأرقام. عند إطلاق الفيلم، وعلى الرغم من الضجة المبدئية قبل الإطلاق، لاقى الفيلم آراء سلبية كما لاقى افتتاح فاتر غير متوقع في شباك التذاكر. وعلى غير المعتاد من أفلام راجينيكنس السابقة، في اليوم الثاني لانطلاق الفيلم، كانت التذاكر متاحة في كل مسارح تاميل نادو تقريباً، مع فشل الفيلم في الحصول على حجوزات مسبقة.
لام التجار المنتجين بسبب استخدامهم صورة كبيرة لراجينيكنس أكبر من صورته الطبيعية كي يبيعها إلى الموزعين، بيراميد سميرا بـ 60 كروري، عندما علموا جيداً انه كان يقوم بظهور خاص فقط.
تم الإمساك بأكثر من 6 كرورات للدي في ديهات المقرصنة حول الهند المحتوية على فيلم كوسلين، hampening المجموعة. في ولاية كارناتاكا، وهي الولاية التي يوجد بها منزل راجينيكنس، فشل كوسلين في تحقيق 1.5 كروري، على الرغم من انه كان يباع ب 3 كروري.
اتصل بعض ممثلين الموزعين براجينيكنس والممثل الذي دفع حوالي Rs.7 كروري من أجره، والذي كان يُعتقد أنه Rs.26 كروري لتمثيله في نسختين الفيلم.
رفض المنتج كافيثالايا للإنتاج أن يدفع المال كتعويض للخسائر التي تسبب فيها الموزعين، محيياً احتجاجات على مستوى الولاية من قبل أصحاب المسرح.
وفي الخارج، احتل كوسلين المركز الـ 12 في شباك تذاكر المملكة المتحدة، ومع ذلك تراجع بشدة في الأسبوع التالي. وعلى الرغم من النجاح المعقول في الخارج، كان لايزال الفيلم تحت مسمى «متخبط بطريقة كبيرة».

### الآراء حول الفيلم
حصل الفيلم، عند إطلاقه على آراء سلبية. انتقد موقع Rediff.com الفيلم ووصفه بأنه «سريع»، ومع ذلك اشاد بباسوباثي مشيراً أنه يستحق أن يكون الفائز في المشهد الرئيسي، مشيراً إلى أن تمثيله كان «شاعرياً». تعرضت مينا للانتقادات، حيث يدعي المعلقين أنها تحاول جاهدةً أن تعيد سحر ابداع النسخة السابقة، ولكن من المحتمل أنها كانت مبالغة أن تقوم بذلك من اجل التاميل، فهي تضع أحمر الشفاه والظلال فاتحة اللون من ساريس لكل مشهد، في حين أنها تحاول أن تثبت أنهم ليس لديهم أدنى فكرة في كيفية الحصول على وجبتهم التالية. «أما بالنسبة للنص،» فإن نضارة النص الأصلي قد تعرت قليلا لاستيعاب الحوارات التي تمجد الفضائل العديدة للنجم"، لتصبح أسوأ من النص الأصلي. وفي حين وصف فاديفيللو باعتباره مقدم بعبارة "الأنتيكات هي الأشياء التي تجعلك تبتسم فعلاً«، إلا أن باقي الممثلين المساعدين مثل مانوبالا، وام اس باسكار، وليفينجاستون وفاجيبوري كانوا مضيعين تماماً». تم انتقاد المخرج بي. فاسو بالادعاء أن نصه يجب أن يحمل على عاتقه كيف تحولت كوسلين في نهاية المطاف إلى النعمة الوحيدة المحفوظة بكونها «القصة الأصلية، والتي تسحب سيناريو من الانزلاق إلى لاشيء». خرج جي. في. براكش كومر وثوتا ثاراني أيضاً بمراجعة من ريديف عن أدائهم المتواضع في مجالات تخصصهم.
كما يزعم بعض المعلقين أن المنتجين وبي. فاسو حاولوا الاستفادة من جمهور راجينيكنس التابعين له في الفيلم. وقال ديكان هيرالد "ان استغلال العلامة التجارية لراجيني وتحقيق ربح سريع يعتبر خدعة كبيرة. وانه هو نفسه عدا بسرعة على حصان طائر نصف طريقه تقريباً من خلال طرق ملتوية. ووقع جمهوره على الإنترنت ومراوغينه مسطحين. فاذا كنا قادين على أية حال أن نرى ومضات راجيني في الأيام الخوالي، فانها لحظات صوب الموت. قبل فوات الاوان ". ردد هذا الادعاء أحد معلقين موقع Sify.com مدعياً أ، الفيلم يحاول جاهداً أن يمجد من راجينيكنس أكبر من النجومية في الحياة وعمل هاله حوله كفاعل خير وقديس في الحياة العادية. ففقد الفيلم تركيزه ابتعد كثيراً عن الجوهر الأصلي، والتي كان عبارة عن قصة قصيرة عن المشاعر الإنسانية، القائمة على الصداقة بين حلاق عادي ونجم سينمائي."  وعلى النقيض، أشاد معلق آخر من معلقين موقع سيفي دوت كوم بالفيلم معطيه تصنيف "فوق المتوسط". وادعى أن "أبراج راجينيكنس فوق الجميع، خصوصاً في مشهد الذروة الذي كان فيه ميلودراما كثيرة وتم توظيف المشاعر الإنسانية بشكل جيد".
تمتلك باسوباثي «تعبير مؤلم في جميع الأنحاء» في حين أن مينا تظهر أدائها فقط في نسخة مالايالم. ومع ذلك انتقد فاديفيلو والذي تم وصفه على أنه «شديد قليلاً وتحت الحزام»، في إشارة إلى مشاهد له مع سونا هايدن. وأضاف أنه «يعتبر فيلم مشاهدته ممتعة ويختلف عن أفلام راجينيكنس السابقة» وأن «ذروة الفيلم يترك غصة في حلقك».

## وصلات خارجية
- كوسلين على موقع IMDb (الإنجليزية)
- كوسلين على موقع Turner Classic Movies (الإنجليزية)
- كوسلين على موقع فيلمافينيتي (الإسبانية)
- كوسلين على موقع قاعدة بيانات الفيلم (الإنجليزية)
- كوسلين على موقع ليتربوكسد (الإنجليزية)
- كوسلين على موقع كينوبويسك (الروسية)
- الموقع الرسمي لكوسلين